# Moana (Film)
Moana (Untertitel: A Romance of the Golden Age) ist ein US-amerikanischer Dokumentarfilm von Robert J. Flaherty aus dem Jahr 1926. Er zeigt eine bewusst romantische Darstellung der früheren traditionellen Lebensweise von Pazifikinsulanern auf Samoa. Moana ist der erste Film in der Filmgeschichte, der als Dokumentarfilm bezeichnet wird.

## Handlung

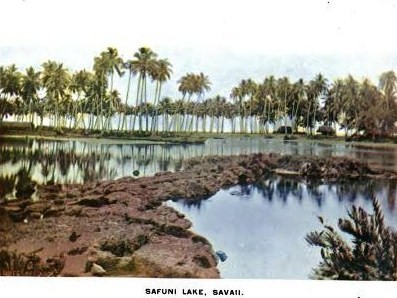
Dorf Safune mit See auf der Insel Savai'i, 1896

Flaherty dokumentiert das Alltagsleben im Dorf Safune auf der Insel Savaiʻi. Die Aufnahmen sind thematisch geordnet nach Beschaffung von Nahrungs- und Arbeitsmitteln (Taro- und Kokosernte; Wildschweinjagd mit Falle; Fischen und Muschelsammeln), Verarbeitung/Handwerk (Herstellung von Bekleidung; Bootsbau), Nahrungszubereitung (Gebrauch des Feuers; in Blätter gewickelter Fisch mit Kokosfleisch wird in heißem Stein gegart) sowie Kunst und Kultur (Tanz mit Mann und Frau; ritueller Tanz; Zeremonie des Tätowierens). Als Kontrast dazu sind dazwischen Szenen von stürmischer See geschnitten.

## Hintergrund
Nach dem Publikumserfolg seines Filmes Nanuk, der Eskimo, der wegen der niedrigen Produktionskosten sehr profitabel war, bot Jesse L. Lasky von Paramount Pictures Robert Flaherty an, einen Film derselben Art an einem Ort seiner Wahl irgendwo auf der Welt zu drehen. Durch Frederick O’Briens (1869–1932) populäre Südsee-Literatur gab es ein allgemeines Interesse an südpazifischer Kultur. Flaherty beriet sich mit dem Autor, der ihm Samoa als noch am wenigsten verwestlichte Gegend Polynesiens empfahl.
Flaherty reiste im April 1923 mit seiner Familie mit dem Schiff von San Francisco nach Samoa und blieb dort bis Dezember 1924. Der Einfluss der Kolonialherren und christlicher Missionare hatte die ursprüngliche Kultur dort jedoch bereits stark zurückgedrängt. Flaherty drehte schließlich in dem Dorf Safune auf der Insel Savaii mit panchromatischem Filmmaterial, das für die Aufnahmen in freier Natur besonders gut geeignet war. Mitte 1924 stellte Flaherty fest, dass das Filmmaterial durch die Verwendung ungeeigneten Wassers bei der Entwicklung nicht zu gebrauchen war. Von Juli bis Dezember 1924 fertigte er die Aufnahmen noch einmal. Einige Traditionen, die schon nicht mehr zum aktiven kulturellen Leben der Insulaner gehörten, wie die Tätowierungszeremonie, ließ Flaherty nachspielen. Der Film sollte nach dem Erzählschema von Nanuk, der Eskimo um einen beispielhaften Einheimischen aufgebaut werden, doch die allgegenwärtigen „paradiesischen“ Zustände, ließen eine Handlung „Mann gegen Natur“ nicht zu. Allein mit den Aufnahmen stürmischer See versuchte Flaherty dann, das Leben im Kampf gegen die Naturgewalten zu verbildlichen.
Moana hatte am 7. Februar 1926 im New Yorker Rialto Theatre am Broadway Premiere. In einer Filmkritik in der New York Sun vom 8. Februar 1926 schrieb John Grierson dem Film einen „dokumentarischen Wert“ zu, was als Beginn der Verwendung der Bezeichnung „Dokumentarfilm“ gilt. Anders als der Nanuk-Film war Moana kein Kassenerfolg.
Nach Moana kehrte Flaherty noch zweimal zu Filmaufnahmen in den Südpazifik zurück. Für MGM drehte er 1928 mit W. S. Van Dyke auf Tahiti White Shadows in the South Sea, verließ die Produktion jedoch vor deren Abschluss. 1929 reiste er mit Friedrich Wilhelm Murnau nach Tahiti und unterstützte ihn bei den Aufnahmen zu Tabu auf Bora Bora. Die gemeinschaftliche Arbeit von Murnau und Flaherty scheiterte im September 1930 an unterschiedlichen Vorstellungen darüber, ob eine richtige Handlung umgesetzt werden oder die Geschichte rein thematisch aus den örtlichen Gegebenheiten heraus entstehen sollte, und der Film wurde schließlich von Murnau allein zu Ende geführt.

### Moana mit O-Ton
1975 kehrte Flahertys Tochter Monica, die bei den Dreharbeiten drei Jahre alt war, auf die Insel Savai'i zurück, um den Film mit Originaltönen und Dialogen zu ergänzen. 1980 wurde das Projekt fertiggestellt, doch das originale 35-mm-Filmmaterial hatte sich mittlerweile verschlechtert. In den 2010er-Jahren haben Filmrestaurator Bruce Posner und Regisseur Sami van Ingen, ein Urenkel der Flahertys, nach den besten 35-mm-Filmrollen gesucht und damit den Film digital restauriert. 2014 wurde Moana with Sound beim New York Film Festival im Lincoln Center uraufgeführt.